# Charles Bentinck (1780-1826)
Pour les articles homonymes, voir Charles Bentinck et Bentinck.
William Charles Augustus Cavendish-Bentinck (3 octobre 1780 - 28 avril 1826), connu sous le nom de Lord Charles Bentinck, est un soldat et homme politique britannique et un arrière-arrière-grand-père de la reine Élisabeth II.

## Biographie
Il est le troisième fils du Premier ministre britannique William Cavendish-Bentinck (3e duc de Portland) et de Lady Dorothy (1750-1794), fille unique du premier ministre William Cavendish (4e duc de Devonshire). William Bentinck (4e duc de Portland), et Lord William Bentinck sont ses frères aînés .
Bentinck est élu au Parlement pour Ashburton en 1806, poste qu'il occupe jusqu'en 1812 . Il sert sous les ordres du comte de Liverpool en tant que trésorier de la Maison de 1812 à 1826.

## Famille
Il a d'abord épousé Georgiana Augusta Frederica Seymour (baptisée Elliott) (1782-10 décembre 1813), fille de la courtisane Grace Elliott le 21 septembre 1808; elle aurait été une fille du prince de Galles ou du 4e comte de Cholmondeley, les deux hommes revendiquant sa paternité . Ils ont une fille, qui est élevée après la mort de Georgiana par Lord Cholmondeley au château de Cholmondeley:
- Georgiana Augusta Frederica Henrietta Cavendish Bentinck (21 août 1811 [4],[5] - 12 septembre 1883), décédée non mariée [1],[6]

Le mariage permit à Bentinck de devenir trésorier de la maison en 1812, poste qu'il occupe jusqu'à sa mort, malgré son implication dans une procédure de divorce notoire et son remariage ultérieur .
En 1815, Bentinck s'enfuit avec sa maîtresse Anne Wellesley, fille naturelle de Richard Wellesley de Hyacinthe-Gabrielle Roland. Elle est l'épouse de l'ami de Bentinck, Sir William Abdy, 7e baronnet. Après le départ, Lady Abdy est répudiée par son mari; elle s'est mariée avec Bentinck le 16 juillet 1816. Ils ont eu quatre enfants:
- Anne Hyacinthe Cavendish-Bentinck (1er septembre 1816 - 7 juin 1888)
- Emily Cavendish-Bentinck (avril 1820 - 6 juin 1850), mariée à Henry Hopwood.
- Charles Cavendish-Bentinck. Il est un arrière-grand-père de la reine Élisabeth II par le biais de sa fille, qui épousa le 14e comte de Strathmore et Kinghorne [1]
- Arthur Cavendish-Bentinck (10 mai 1819 - 11 décembre 1877). Il a d'abord épousé Elizabeth Sophia Hawkins-Whitshed. Ils sont les parents de William Cavendish-Bentinck. Il épouse ensuite Augusta Browne, première baronne Bolsover, et ils ont trois fils et une fille, Ottoline Morrell.

## Divorce Abdy-Cavendish
Anne et Lord Charles sont devenus amoureux à un moment donné au cours de son premier mariage. Ils se sont enfuis le 5 septembre 1815, à la suite de quoi Abdy a intenté une action en contre-interrogatoire (conversation criminelle dans le jargon de la Régence) pour 30 000 livres, mais n'a obtenu que 7 000 livres de dommages et intérêts. (Ces dommages n'ont jamais été payés par l'imprécunieux Bentinck). Lors de la discussion du projet de loi sur le divorce, la disposition habituelle contre le remariage a été supprimée à la Chambre des lords. Lady Abdy (ou plutôt son mari, Sir William Abdy) obtient le divorce le 25 juin 1816. Anne et Lord William se marient le 23 juillet 1816, permettant ainsi à leur premier enfant de naître légitime trois semaines plus tard.
Bentinck s'est effondré et est décédé subitement à l'âge de 45 ans alors qu'il se déshabillait dans son appartement de Park Lane. Il a été rapidement découvert par son valet de chambre. Le docteur Sir Henry Halford a diagnostiqué un anévrisme sanguin comme cause du décès. Sa femme lui survécut près de 50 ans et est décédée en mars 1875.